# Mokrá (Čichalov)
Mokrá (německy Mokrau) je malá vesnice, část obce Čichalov v okrese Karlovy Vary v Karlovarském kraji. Nachází se asi 3,5 kilometru východně od Čichalova. V roce 2011 zde trvale žilo 33 obyvatel.
Mokrá leží v katastrálním území Mokrá u Chyší o rozloze 4,39 km².

## Historie
První písemná zmínka o vesnici pochází z roku 1463.

## Obyvatelstvo
Při sčítání lidu v roce 1921 zde žilo 143 obyvatel (z toho 69 mužů) německé národnosti a římskokatolického vyznání. Podle sčítání lidu z roku 1930 měla vesnice 139 obyvatel: 138 Němců a jednoho cizince. Kromě jednoho evangelíka se hlásili k římskokatolické církvi.
|           | 1869 | 1880 | 1890 | 1900 | 1910 | 1921 | 1930 | 1950 | 1961 | 1970 | 1980 | 1991 | 2001 | 2011 | 2021 |
| --------- | ---- | ---- | ---- | ---- | ---- | ---- | ---- | ---- | ---- | ---- | ---- | ---- | ---- | ---- | ---- |
| Obyvatelé | 159  | 166  | 167  | 165  | 154  | 143  | 139  | 99   | 71   | 83   | 57   | 49   | 49   | 33   | 39   |
| Domy      | 27   | 28   | 29   | 29   | 30   | 29   | 30   | 23   | 18   | 15   | 13   | 14   | 16   | 18   | 18   |

## Obecní správa
Při sčítání lidu v letech 1869–1950 Mokrá byla samostatnou obcí, se kterým patřila nejprve do okresu Žlutice, ale v roce 1950 v okrese Toužim. V letech 1961–1965 byla částí obce Vrbice v okrese Karlovy Vary. Od 1. července 1965 do 31. prosince 1972 byla částí města Chyše v okrese Karlovy Vary. Od 1. ledna 1973 do 30. června 1975 byla častí obce Čichalov v okrese Karlovy Vary. Od 1. července 1975 do 28. února 1990 byla částí města Žlutice v okrese Karlovy Vary. Od 1. března 1990 je opět částí obce Čichalov v okrese Karlovy Vary.

## Pamětihodnosti
- Boží muka

## Galerie

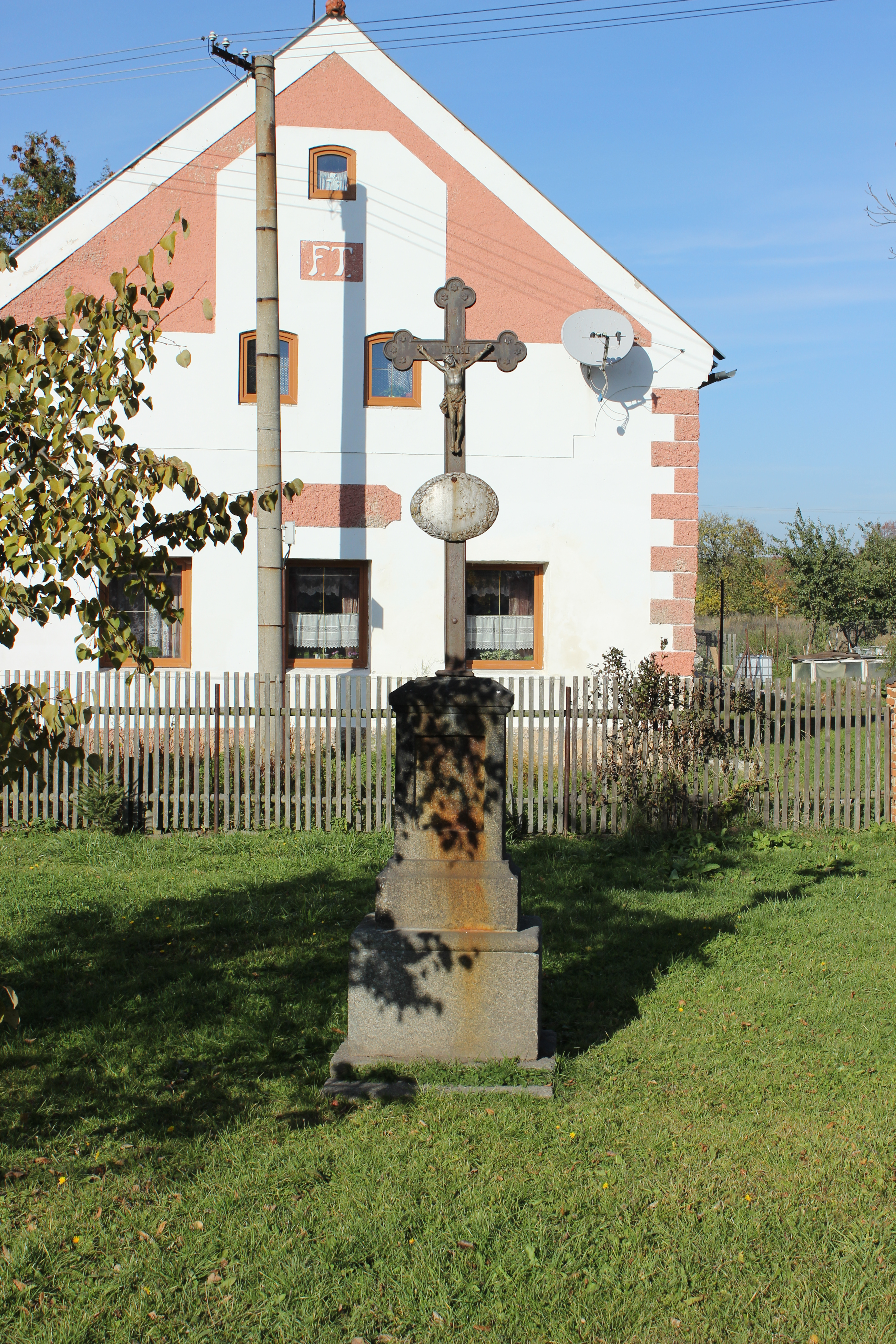
Boží muka
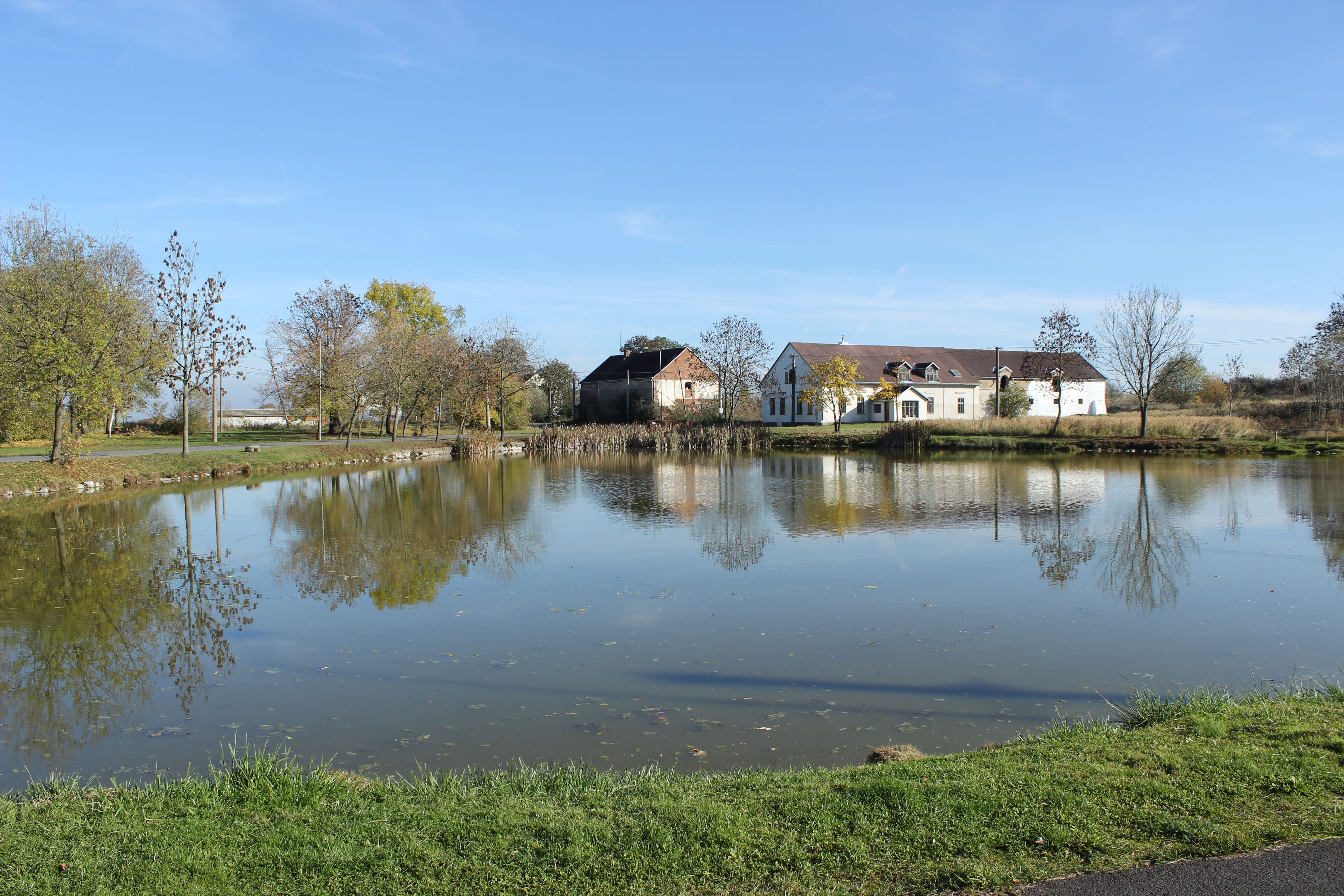
Obecní rybník
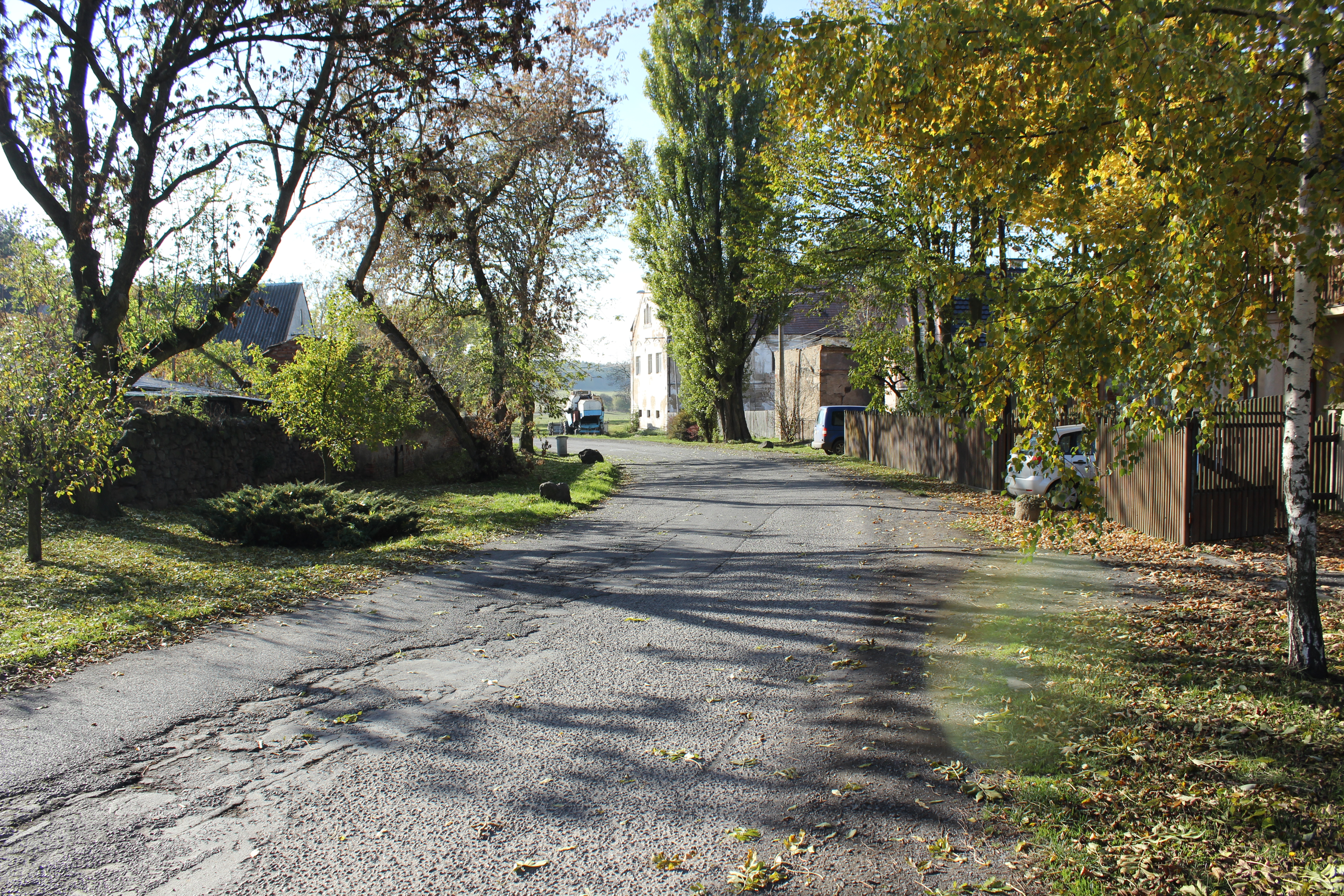
Silnice na Štoutov